# Алфгейм (стадіон)
«Алфгейм Стадіон» (норв. Alfheim Stadion) — футбольний стадіон у місті Тромсе, Норвегія, домашня арена ФК «Тромсе».
Стадіон побудований і відкритий 1987 року. Спочатку арена мала лише східну трибуну місткістю 2000 глядачів. Протягом 1990-х років добудовано ще три трибуни, над якими у 2005 році споруджено дах. У 2011 році стадіон реконструйовано, в результаті чого встановлено місткістю 6801 глядач і встановлено новітній інформаційний відеоекран. 